# Erik Eriksson (trestegshoppare)
Erik Eriksson, född 14 mars 1980, är en svensk friidrottare (tresteg) tävlande för SoIK Hellas. Han vann SM-guld i tresteg inomhus år 2006 och 2007.

## Personliga rekord
| Utomhus - 100 meter – 11,00 (medvind) (Västerås 3 augusti 2008) - Tresteg – 15,86 (Göteborg 24 juni 2008) | Inomhus - 60 meter – 7,15 (Umeå 16 januari 2002) - Längdhopp – 6,72 (Sätra 26 februari 2006) - Tresteg – 15,73 (Sätra 25 februari 2006) |